# Soils of Fate
Soils of Fate es una banda sueca de death metal. El grupo se formó en 1995 y son conocidos su estilo llamado Ultra groovy slam death metal-style.

## Historia
La banda fue fundada por Henrik Crantz y Magnus Lindvall en Märsta, una ciudad situada a las afueras de Estocolmo. Es considerada una de las principales bandas de "slam death metal" en Suecia.

## Miembros de la banda

### Actuales
- Henrik "Henke" Crantz - voz, bajo (1995-presente)
- Magnus "Mange" Lindvall - guitarra (1995-presente)
- Cloffe Caspersson - bajo (2009-presente)

### Exintegrantes
- Joakim "Jocke" Friedman - batería (1998-2001)
- Niklas "Nicke" Karlsson - batería (1995-1997)
- Henrik "Trevor" Kolbjer - guitarra (1996-1998)
- Fredrik Widigs - batería (2007-presente)

## Discografía

### Álbumes
- Sandstorm (2001)
- Crime Syndicate (2003)
- Thin the Herd (2014)

### Demos
- Pain... Has a Face (1997)
- Blood Serology (1998)

- Datos: Q7554981